# Aniak (rivière)
 (novembre 2023).
Si vous disposez d'ouvrages ou d'articles de référence ou si vous connaissez des sites web de qualité traitant du thème abordé ici, merci de compléter l'article en donnant les références utiles à sa vérifiabilité et en les liant à la section « Notes et références ».
La rivière Aniak est un cours d'eau d'Alaska, aux États-Unis, de 225 kilomètres (140 mi) de long. C'est un affluent du fleuve Kuskokwim.
Elle prend sa source au lac Aniak et coule vers le nord pour rejoindre le fleuve Kuskokwim entre la rivière Holitna et la rivière Kwethluk, à l'est d'Aniak.
Son cours supérieur traverse les Montagnes Kuskokwim tandis qu'à son aval, elle coule au milieu de la toundra de la partie ouest du bassin du Kuskokwim.
La rivière Aniak a été beaucoup fréquentée au moment de la ruée vers l'or, dans les années 1900, quand les prospecteurs venus de Nome se sont précipités vers le delta du fleuve Kuskokwim après avoir entendu parler d'une rivière jaune. Cette couleur étant due à la couleur du limon charrié par le cours d'eau.
La rivière est réputée pour la pêche au saumon et à la truite. Toutefois, la navigation y est difficile, surtout dans sa partie amont, encombrée de bois flottés et autres débris végétaux. On y accède par hydravion, tandis que son cours inférieur est longé par des chemins. Sa glaciation irrégulière en hiver et son courant rendent difficile son utilisation comme voie de déplacement.

## Source
- (en) Cet article est partiellement ou en totalité issu de l’article de Wikipédia en anglais intitulé « Aniak River » (voir la liste des auteurs).